# 代官町
代官町（だいかんちょう・-まち）は、日本の地名。その多くについて、代官屋敷（町）あるいは代官所にちなむものであることが確認されている（後述）。なお代官とは、幕府あるいは藩の直轄地の支配する地方官の職名である(『日本国語大辞典』)。

## 歴史的地名としての「代官町」
『角川日本地名大辞典』（角川書店）・『日本歴史地名大系』（平凡社）の記述から、以下の都市に「代官町」地名があったことが分かる（1.～2.）。

### 1.幕府・藩の首府となる城（陣屋）あるいはその城下に置かれた代官（役）屋敷に由来する「代官町」
米沢（山形県）、古河・水戸（茨城県）、宇都宮（栃木県）、安中・館林・高崎（群馬県）、甲府（山梨県）、大垣（岐阜県）、田辺（和歌山県）、津和野（島根県）

### 2.幕府・藩の直轄地に置かれた代官所または代官（役）屋敷に由来する「代官町」
棚倉（福島県）、館林（群馬県）、川越（埼玉県）、茅ヶ崎・平塚（神奈川県）、吉田（愛知県）

### 3.由来が不明であるか、由来についての記述がない「代官町」
弘前（青森県）、亀田・本荘（秋田県）、鶴ヶ岡（山形県）、烏山（栃木県）、川越・岩槻（埼玉県）、江戸（東京都）、小田原（神奈川県）、大野・松岡（福井県）、松代（長野県）、掛川（静岡県）、岡崎（愛知県）、名古屋（愛知県）、郡山（奈良県）、松山（愛媛県）、竹田（大分県）

### その他の「代官町」地名
『角川日本地名大辞典』・『日本歴史地名大系』のいずれにも収録されない「代官町」地名もある。例えば筑前国福岡の代官町は、初期の段階で消滅したが、多くの史料からその存在が明らかであるし、規模や居住者もある程度明らかとなっている。要約すると、次のようになる。
- 13haにおよぶ福岡城三ノ丸西部の大半を占めていた
- 寛永4年（1627年）頃の絵図を見ると、三ノ丸西部に17区画の屋敷が図示されており、一区画あたりの屋敷面積は三ノ丸東部の屋敷に比べてかなり狭い。この事実は、各々の屋敷が重臣の屋敷でなく官吏の役屋敷であることを示唆する。
- 代官町に屋敷を与えられた人物を追うと、代官のほか、組外（くみはずれ）とされる家臣の名も見える。組外とは「いずれの侍組にも属さない者」の意で、役方もしくは特殊技能を持った家臣である。
- 代官は藩政のごく初期において検地を行い、結果を集約して石高を確定、その後は郡奉行とともに直轄地の農政を担当した官吏である。これら代官が、検地に関連した諸業務を滞りなく行えるよう、初期の段階で城内に屋敷を与えられたことは十分に考えられる。
- 寛永10年（1633年）頃、2代藩主黒田忠之はこの屋敷町のうち六区画を収公、新たに藩主の御殿を造営、その後しばらくして大規模な区画整理が行われ、正保3年（1646年)までに、敷地面積の狭い屋敷は消滅、藩主の御殿・重臣屋敷五区画・勘定所からなる屋敷町が形成された。
- その後、「斎藤甚右衛門定時（性安）が明暦3年（1657年）に代官町の屋敷で死去した」という記述や、「寛文7年（1667年）、黒田一春が大(ママ)官町で出生した」という記述が家伝類にみられるものの、それ以降の史料での用例は確認されていない。

## 現存する「代官町」

### だいかんちょう
- 代官町 (弘前市) - 青森県弘前市の地名。
- 代官町 (館林市) - 群馬県館林市の地名。
- 代官町 (茅ヶ崎市) - 神奈川県茅ヶ崎市の地名。
- 代官町 (平塚市) - 神奈川県平塚市の地名。
- 代官町 (大垣市) - 岐阜県大垣市の地名。
- 金谷代官町 - 静岡県島田市の地名。
- 代官町 (名古屋市) - 愛知県名古屋市東区の地名[11]。
- 代官町 (大和郡山市) - 奈良県大和郡山市の地名。

### だいかんまち
- 代官町 (御所市) - 奈良県御所市の地名。

## 現存しない「代官町」

### だいかんちょう
- 代官町 - 東京都千代田区の旧町名。住居表示実施により、現在は北の丸公園。ただし、下記の施設名に残る。
  - 代官町出入口 - 首都高速都心環状線の出入口。
  - 代官町通り - 千代田区道229号線。